# Marcel Cornis-Pope
Marcel Horatiu Cornis-Pope (geboren 14. Februar 1946 in Arad) ist ein rumänisch-US-amerikanischer Literaturwissenschaftler.

## Leben
Marcel Cornis-Pope ist ein Sohn des Gheorghe Cornis-Pope und der Sidonia Bogdan. Cornis-Pope studierte Englisch an der Babeș-Bolyai-Universität in Cluj-Napoca mit einem Masterabschluss im Jahr 1968. Er wurde Assistenzprofessor an der Universität Timișoara, leistete 1975 und 1978 seinen Wehrdienst und wurde dort nach der Promotion in Komparatistik 1979 Professor für Anglistik. Er übersetzte Texte unter anderem von J. D. Salinger, Kurt Vonnegut, Thomas Wolfe und Ken Kesey ins Rumänische. Er übersetzte auch aus dem Rumänischen ins Englische und wurde dafür 1975 mit einem Preis des rumänischen Autorenverbandes ausgezeichnet.
1983 emigrierte Cornis-Pope aus dem kommunistischen Rumänien in die USA und schlug sich zunächst mit Stipendien und der Tätigkeit als Lecturer für Englisch an der University of Northern Iowa, Cedar Falls durch. Seit 1988 war er als Associate Professor an der Virginia Commonwealth University beschäftigt und erhielt 1991 dort eine Professur für Englisch und Medienwissenschaft. Er publizierte insbesondere zur Literatur des östlichen Mitteleuropa. Mit John Neubauer schloss er 2010 die vierbändige History of the Literary Cultures of East-Central Europe ab.
Cornis-Pope ist in zweiter Ehe mit Micaela Lungu verheiratet, sie haben drei Kinder.

## Schriften (Auswahl)

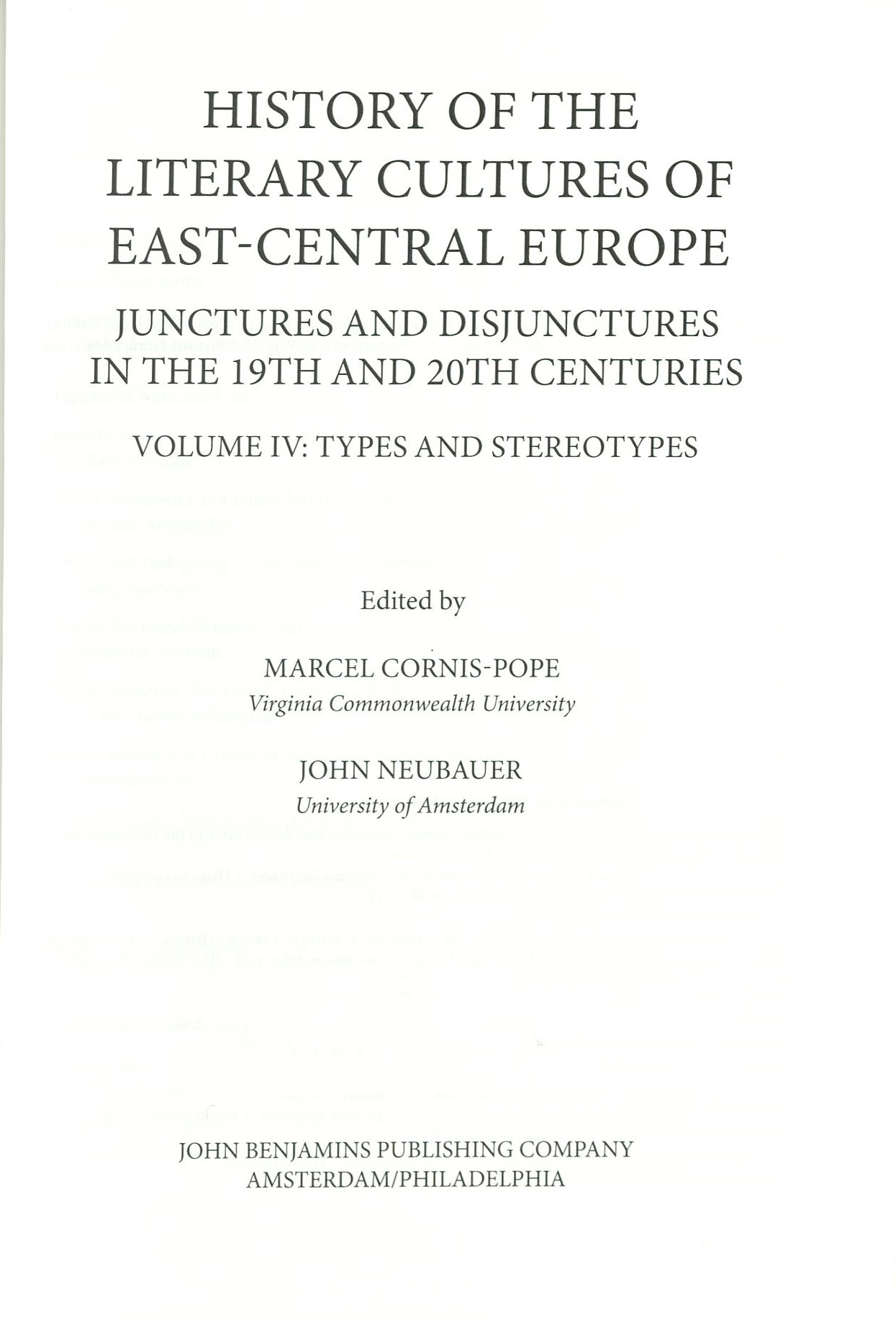
History of the literary cultures of East-Central Europe

- Anatomy of the White Whale: A Poetics of the American Symbolic Romance. 1982.
- Hermeneutic Desire and Critical Rewriting: Narrative Interpretation in the Wake of Poststructuralism. Basingstoke: Macmillan, 1992.
- Ronald Bogue, Marcel Cornis-Pope (Hrsg.): Violence and Mediation in Contemporary Culture. Albany: State University of New York Press, 1996.
- The Unfinished Battles: Romanian Postmodernism before and after 1989. 1996.
- Narrative Innovation and Cultural Rewriting in the Cold War Era and After. New York: Palgrave, 2001.
- Marcel Cornis-Pope, John Neubauer (Hrsg.): History of the literary cultures of East-Central Europe: junctures and disjunctures in the 19th and 20th centuries. Amsterdam: J. Benjamins, 2004–2010, 4 Bände.
- (Hrsg.): New Literary Hybrids in the Age of Multimedia Expression: Crossing Borders, Crossing Genres. Amsterdam: John Benjamins Publishing Company, 2014.